# Pops Yoshimura

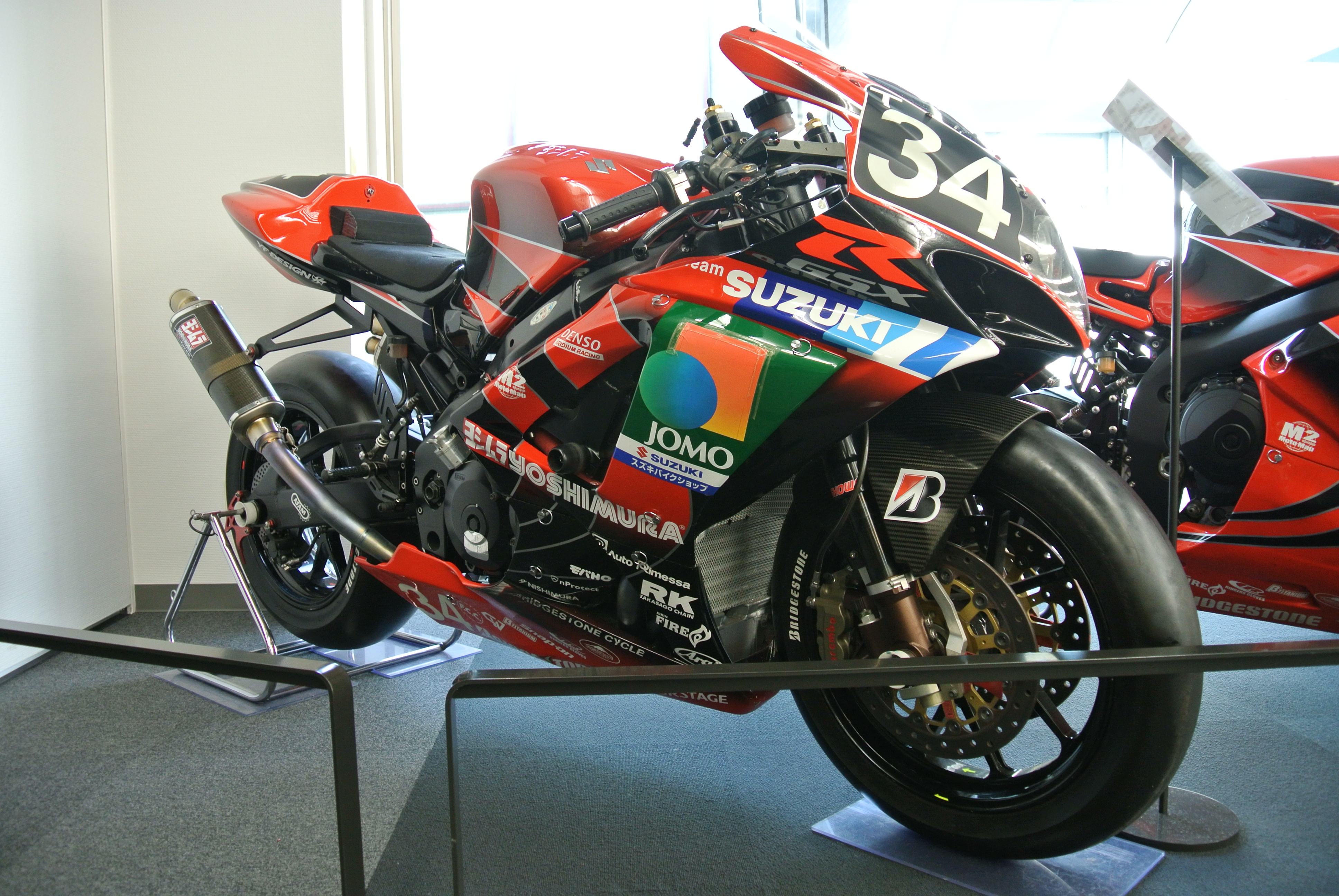
Imagen relaciónada

Hideo "Pops" Yoshimura (Fukuoka, Prefectura de Fukuoka, Japón, 7 de octubre de 1922 - Sagamihara, Prefectura de Kanagawa, Japón, 29 de marzo de 1995) fue un afinador de motocicletas, dueño del equipo de carreras y fabricante de accesorios de motocicletas de la especialidad. Es recordado por sus lazos con los inicios de las carreras AMA Superbike y el equipo de carreras de Suzuki. Él nació en la ciudad de Fukuoka, Japón.
Yoshimura fue llamado al servicio militar durante la Segunda Guerra Mundial donde fue entrenado como un mecánico de aviones. Después de la guerra, él comenzó a afinar las motocicletas para los militares americanos puestos en Japón y en 1954, él abrió su primera tienda, con su esposa y los niños que le ayudaban. En 1971, trasladó su negocio a Los Ángeles al principio de la era de la superbike de cuatro cilindros. Él ganó una reputación como un excelente afinador de motocicletas.
En 1976, la AMA introdujo una clase de carreras para motocicletas de producción y Yoshimura se estableció al entrar con las rápidas y confiables motocicletas Kawasaki Z1. En 1978 cambió a las motos de Suzuki y comenzó a ganar carreras. Steve McLaughlin ganó la carrera de Daytona Superbike en 1978, mientras que Wes Cooley y Mike Baldwin ganaron las prestigiosas 8 Horas de Suzuka en Japón. Con Wes Cooley como su piloto, Yoshimura ganó el campeonato nacional AMA Superbike en 1979 y 1980. Yoshimura formó una estrecha relación con Suzuki y eventualmente su equipo se convirtió en el equipo de carreras oficial de Suzuki en Estados Unidos. Su compañía experimentó el éxito como uno de los mejores fabricantes de escapes deportivos de alta performance del mundo.
Yoshimura murió de cáncer en 1995. Dejó un legado como maestro artesano, afinador y fabricante y fue una de las personalidades pioneras de las carreras de superbike. En 2000, fue introducido en el salón de la fama de la motocicleta de AMA. Su hijo continúa operando la compañía que todavía goza de éxito en la clase de superbike AMA con el piloto Mat Mladin ganando siete campeonatos en once años y Ben Spies ganando el campeonato de 2006 al 2008.
Yoshimura celebró su 60 aniversario en la edición 2014 de las 8 Horas de Suzuka en Japón. Kevin Schwantz y Satoshi Tsujimoto compitieron con una "Pops Yoshimura" para el equipo de carreras de Yoshimura Legends.

## Campeonatos obtenidos por el Yoshimura Racing
- Campeonato de la AMA de Superbikes

| Año  | Campeón     |
| ---- | ----------- |
| 1979 | Wes Cooley  |
| 1980 | Wes Cooley  |
| 1989 | Jamie James |
| 1999 | Mat Mladin  |
| 2000 | Mat Mladin  |
| 2001 | Mat Mladin  |
| 2003 | Mat Mladin  |
| 2004 | Mat Mladin  |
| 2005 | Mat Mladin  |
| 2006 | Ben Spies   |
| 2007 | Ben Spies   |
| 2008 | Ben Spies   |
| 2009 | Mat Mladin  |

- 8 Horas de Suzuka

| Año  | Equipo                     | Pilotos                                     | Moto             | Pos. |
| ---- | -------------------------- | ------------------------------------------- | ---------------- | ---- |
| 1978 | Yoshimura Racing           | Wes Cooley Mike Baldwin                     | Suzuki GS1000    | 1º   |
| 1980 | Yoshimura R&D              | Wes Cooley Graeme Crosby                    | Suzuki GS1000    | 1º   |
| 2007 | Yoshimura Suzuki with JOMO | Yukio Kagayama Kousuke Akiyoshi             | Suzuki GSX-R1000 | 1º   |
| 2009 | Yoshimura Suzuki with JOMO | Daisaku Sakai Kazuki Tokudome Nobuatsu Aoki | Suzuki GSX-R1000 | 1º   |